# 鳥取県道193号田島片原線
鳥取県道193号田島片原線（とっとりけんどう193ごう たしまかたはらせん）は、鳥取県鳥取市を通る一般県道である。

## 概要
鳥取市松並町1丁目から鳥取市片原1丁目に至る。

### 路線データ
- 起点：鳥取県鳥取市松並町1丁目（松並町交差点、鳥取県道318号伏野覚寺線交点）
- 終点：鳥取県鳥取市片原1丁目（市民会館前交差点[注釈 1]、国道53号交点、鳥取県道184号樗谿公園線終点）
- 総延長：2.2 km

## 路線状況

### 道路施設

#### 橋梁
- 新白橋（狐川、鳥取市）
- 有門橋（袋川、鳥取市）

## 地理

### 通過する自治体
- 鳥取県
  - 鳥取市

### 交差する道路
| 交差する道路                                    | 交差する場所 | 交差する場所            |
| ----------------------------------------------- | ------------ | ----------------------- |
| 鳥取県道318号伏野覚寺線                         | 松並町1丁目  | 松並町交差点            |
| 鳥取市道西品治田園線                            | 西品治       | 西品治交差点            |
| 鳥取県道192号西町鳥取停車場線                   | 片原4丁目    | 片原四丁目交差点        |
| 国道53号 国道373号 重複 鳥取県道184号樗谿公園線 | 片原1丁目    | 市民会館前交差点 / 終点 |

### 沿線
- 千代川
- 鳥取城北高等学校
- 鳥取市立鳥取西中学校
- 鳥取市立遷喬小学校